# Parque El Botánico
El parque El Botánico, también conocido como parque del Jardín Botánico, se encuentra en la ciudad española de Alicante, en el barrio de  San Fernando-Princesa Mercedes, al que sirve de conexión con los de Polígono Babel y Benalúa.

## Descripción
Inaugurado como parque urbano en 1990, tiene su origen en la creación de Benalúa a finales del siglo XIX, cuando se creó un jardín botánico para la investigación con fines médicos y de mejora de la producción agrícola.
Su estructura actual es axial con un eje central y sirve como corredor verde, al permitir atravesar desde la calle Deportista Manuel Suárez hasta la avenida de Aguilera.
Aquí se encuentran algunos ejemplares de arbolado de interés originarios del antiguo jardín botánico, entre los que se encuentran pinos silvestres, eucaliptos y ficus centenarios, como una higuera australiana (Ficus macrophylla), cuyo tronco se encuentra  dentro de la parcela anexa de la urbanización privada Gran Ficus, aunque la mitad de su copa se adentra en el parque, y que ha sido declarada por el Ayuntamiento de la ciudad como árbol monumental de interés local.